# Рыбное (Крым)
Ры́бное (до 1948 года Буру́н-Эли́; укр. Рибне, крымскотат. Burun Eli, Бурун Эли) — исчезнувшее село в Черноморском районе Республики Крым, располагавшееся на севере района, на берегу Каркинитского залива Чёрного моря, примерно в 4,5 км западнее современного села Владимировка.

### Динамика численности населения
| - 1806 год — 34 чел. - 1864 год — 22 чел. - 1889 год — 91 чел. - 1892 год — 6 чел. | - 1900 год — 113 чел. - 1915 год — 116/33 чел. - 1926 год — 93 чел. - 1939 год — 132 чел. |

## История
Первое документальное упоминание села встречается в Камеральном Описании Крыма… 1784 года, судя по которому, в последний период Крымского ханства Барак Эли входил в Мангытский кадылык Козловскаго каймаканства.
После присоединения Крыма к России (8) 19 апреля 1783 года, (8) 19 февраля 1784 года, именным указом Екатерины II сенату, на территории бывшего Крымского ханства была образована Таврическая область и деревня была приписана к Евпаторийскому уезду. После павловских реформ, с 1796 по 1802 год входила в Акмечетский уезд Новороссийской губернии. По новому административному делению, после создания 8 (20) октября 1802 года Таврической губернии, Бурун-Эли был включён в состав Яшпетской волости Евпаторийского уезда.
По Ведомости о волостях и селениях, в Евпаторийском уезде… от 19 апреля 1806 года, в деревне Бурун-Эли числилось 7 дворов и 34 жителя крымских татар. На военно-топографической карте генерал-майора Мухина 1817 года деревня Борнель обозначена с 8 дворами. После реформы волостного деления 1829 года Бурун-Эли, согласно «Ведомости о казённых волостях Таврической губернии 1829 года» остался в составе Яшпетской волости. На карте 1836 года в деревне 4 двора, а на карте 1842 года Бурун-Эли обозначен условным знаком «малая деревня», то есть, менее 5 дворов.
В 1860-х годах, после земской реформы Александра II, деревню приписали к Курман-Аджинской волости. В «Списке населённых мест Таврической губернии по сведениям 1864 года», составленном по результатам VIII ревизии 1864 года, Бурун-Эли — владельческая татарская деревня, с 7 дворами, 22 жителями и 2 мечетями при Чёрном море. По обследованиям профессора А. Н. Козловского 1867 года, вода в колодцах деревни была солоноватая, а их глубина колебалась от 1 до 5 саженей (от 2 до 10 м). В «Памятной книге Таврической губернии 1889 года», по результатам Х ревизии 1887 года, в деревне Бурун-Эли числился 21 двор и 91 житель. Согласно «…Памятной книжке Таврической губернии на 1892 год», в деревне Бурун-Эли, входившей в Отузский участок, было 6 жителей в 2 домохозяйствах.
Земская реформа 1890-х годов в Евпаторийском уезде прошла после 1892 года, в результате Бурун-Эли приписали к Агайской волости.
По «…Памятной книжке Таврической губернии на 1900 год» в деревне числилось 113 жителей в 19 дворах. А в 1912 году в Бурун-Эли, в связи с разрушением здания, отсутствием учеников и мудериса, было закрыто медресе. По Статистическому справочнику Таврической губернии. Ч.II-я. Статистический очерк, выпуск пятый Евпаторийский уезд, 1915 год, в деревне Бурун-Эли Агайской волости Евпаторийского уезда числилось 18 дворов с татарским населением в количестве 116 человек приписных жителей и 23 — «посторонних», из которых 70 мужчин и 69 женщин. Жители владели 287 десятинами удобной земли (3 двора с землёй, 15 — безземельные). В хозяйствах имелось 110 лошадей, 16 коров и 670 голов мелкого скота. На одноимённом рыбном промысле — 1 двор и 10 приписных жителей.
После установления в Крыму Советской власти, по постановлению Крымревкома от 8 января 1921 года № 206 «Об изменении административных границ» была упразднена волостная система и в составе Евпаторийского уезда был образован Бакальский район, в который включили село, а в 1922 году уезды получили название округов. 11 октября 1923 года, согласно постановлению ВЦИК, в административное деление Крымской АССР были внесены изменения, в результате которых округа были отменены, Бакальский район упразднён и село вошло в состав Евпаторийского района. Согласно Списку населённых пунктов Крымской АССР по Всесоюзной переписи 17 декабря 1926 года, в селе Бурун-Эли, Киргиз-Казацкого сельсовета Евпаторийского района, числилось 22 двора, все крестьянские, население составляло 93 человека, из них 79 татар, 8 белорусов, 4 русских, 2 украинцев. По постановлению КрымЦИКа от 30 октября 1930 года «О реорганизации сети районов Крымской АССР», был восстановлен Ак-Мечетский район (по другим данным 15 сентября 1931 года) и село вновь включили в его состав. По данным всесоюзная перепись населения 1939 года в селе проживало 132 человек.
В 1944 году, после освобождения Крыма от фашистов, согласно Постановлению ГКО № 5859 от 11 мая 1944 года, 18 мая крымские татары были депортированы в Среднюю Азию. С 25 июня 1946 года Бурун-Эли в составе Крымской области РСФСР. Указом Президиума Верховного Совета РСФСР от 18 мая 1948 года, Бурун-Эли переименовали в Рыбное. 26 апреля 1954 года Крымская область была передана из состава РСФСР в состав УССР. Ликвидировано до 1960 года, поскольку в «Справочнике административно-территориального деления Крымской области на 15 июня 1960 года» селение уже не значилось (согласно справочнику «Крымская область. Административно-территориальное деление на 1 января 1968 года» — в период с 1954 по 1968 годы, как посёлок Межводненского сельсовета).